# Grenze zwischen Eswatini und Mosambik
Die Grenze zwischen dem Königreich Eswatini und der Republik Mosambik ist 105 Kilometer lang und verläuft entlang der Lebomboberge bis zum Lusutfu-Fluss.

## Geographie
Der Grenzverlauf beginnt am nördlichen Dreiländereck mit Südafrika, am sogenannten Mpundweni Beacon bei Namaacha. Von dort aus führt die Grenze in Richtung Süden, den Fluss Umbeluzi querend, entlang der Lebomboberge bis zum südlichen Dreiländereck Abercorn Drift am Grenzfluss Lusutfu (im späteren Verlauf Maputo genannt).

## Grenzübergänge

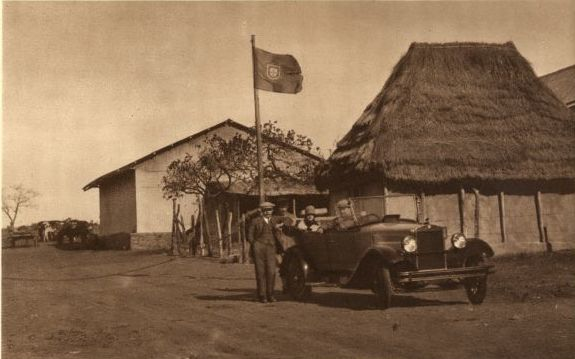
Grenzübergang Goba in den 1920er Jahren, als der Grenzübergang noch Portugiesisch-Ostafrika (heute Mosambik) vom britischen Protektorat Swasiland (heute Eswatini) trennte. Im Hintergrund die portugiesische (republikanische) Flagge.

Es gibt zwischen beiden Staaten offiziell zwei Grenzübergänge. Am südlichen Grenzübergang, bei Goba, führt auch die Eisenbahnstrecke Linha de Goba über die Landesgrenze.
| Mosambik | Mosambik      | Eswatini | Eswatini      | Anmerkungen          | Koordinaten                      |
| Straße   | Grenzübergang | Straße   | Grenzübergang | Anmerkungen          | Koordinaten                      |
| -------- | ------------- | -------- | ------------- | -------------------- | -------------------------------- |
| EN2      | Namaacha      | MR3      | Lomahasha     | 07:00 – 20:00        | 25° 59′ 22,2″ S, 31° 59′ 59,1″ O |
| EN3      | Goba          | MR7      | Mhlumeni      | durchgängig geöffnet | 26° 15′ 26,6″ S, 32° 5′ 6″ O     |